# Alvar (géologie)
Pour les articles homonymes, voir Alvar.

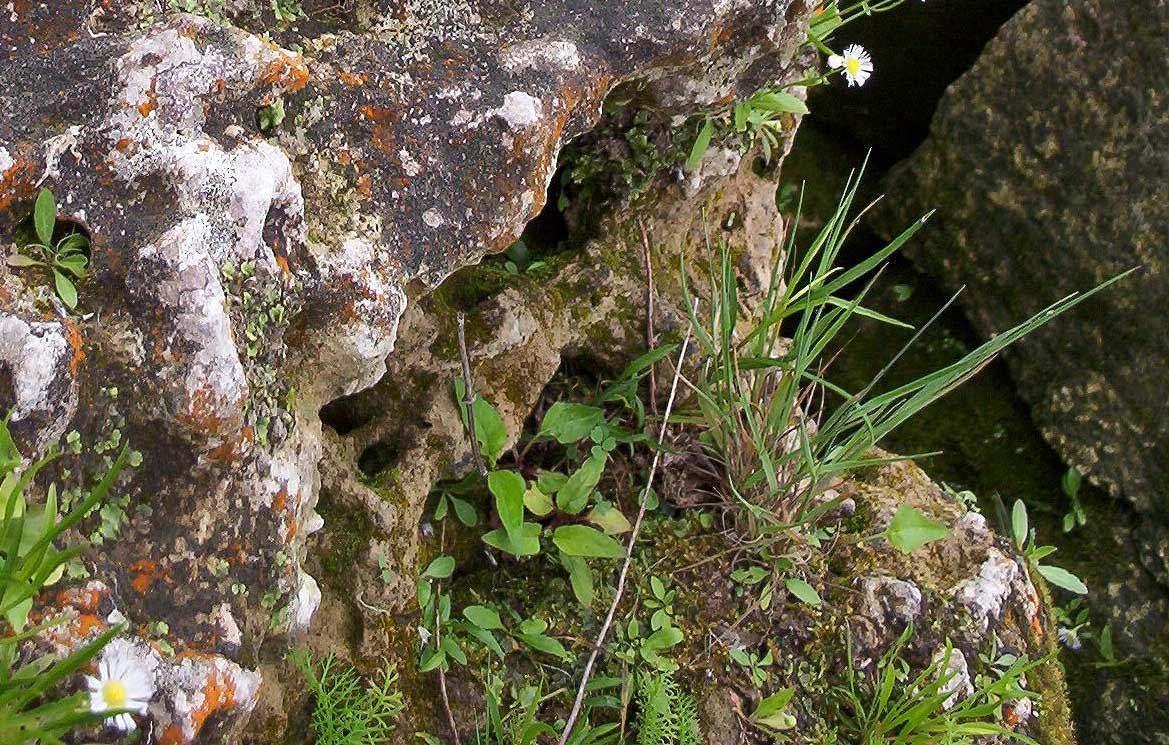
Lichen, mousses et herbacées sur une surface calcaire à Kelley's Island dans l'Ohio.

Un alvar ou  lapiaz (ou lapié) est un habitat naturel ouvert reposant sur des roches calcaires ou dolomitiques, quelquefois recouvert d'une mince couche de terre, il présente une végétation clairsemée. Au Royaume-Uni, cette formation est appelée « limestone pavement ».
Cet habitat difficile soutient une communauté de plantes et d'animaux rares, y compris des espèces fréquemment trouvées dans des prairies. Les lichens et les mousses y sont communs. Les arbres et les buissons sont absents ou rabougris. On retrouve des alvars dans le sud de la Suède, en Estonie et autour des Grands Lacs aux États-Unis et en Ontario et au Québec au Canada. 
En Amérique du Nord, les alvars fournissent un habitat pour des oiseaux tels que le  Tohi à flancs roux, la Pie-grièche migratrice, dont l'habitat est en baisse ailleurs, la Maubèche des champs,  etc. Les plantes rares comprennent notamment le Cypripède tête-de-bélier (Cypripedium arietinum), l'Orme liège (Ulmus thomasii) et l'Asclépiade tubéreuse (Asclepias tuberosa).
L'utilisation du mot « alvar » pour désigner ce type d'environnement est originaire de la Scandinavie. Le plus grand alvar en Europe est Stora Alvaret qui se trouve sur l'île suédoise de Öland. Ce site a été désigné Patrimoine mondial de l'UNESCO à travers le bien Paysage agricole du sud d'Öland.

## Alvars européens
- Suède
  - Stora Alvaret sur l'île d'Öland
  - L'île de Gotland
  - Plusieurs buttes témoins du Västergötland dont en particulier Kinnekulle
- Estonie
- Royaume-Uni
  - Dans une région de Cumbria et du nord du Yorkshire
- Irlande
  - Le Burren

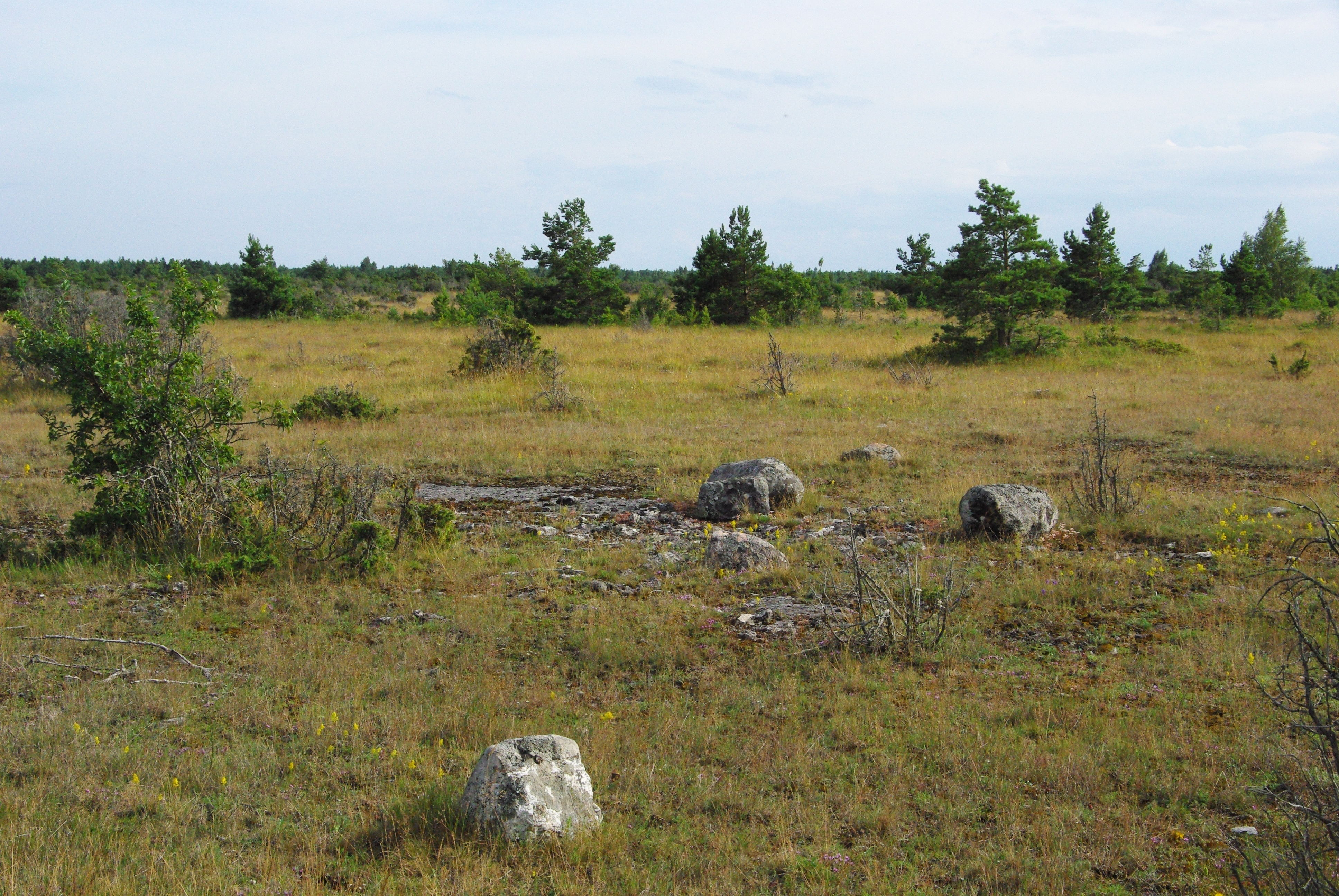
Un alvar sur l'île de Saaremaa.
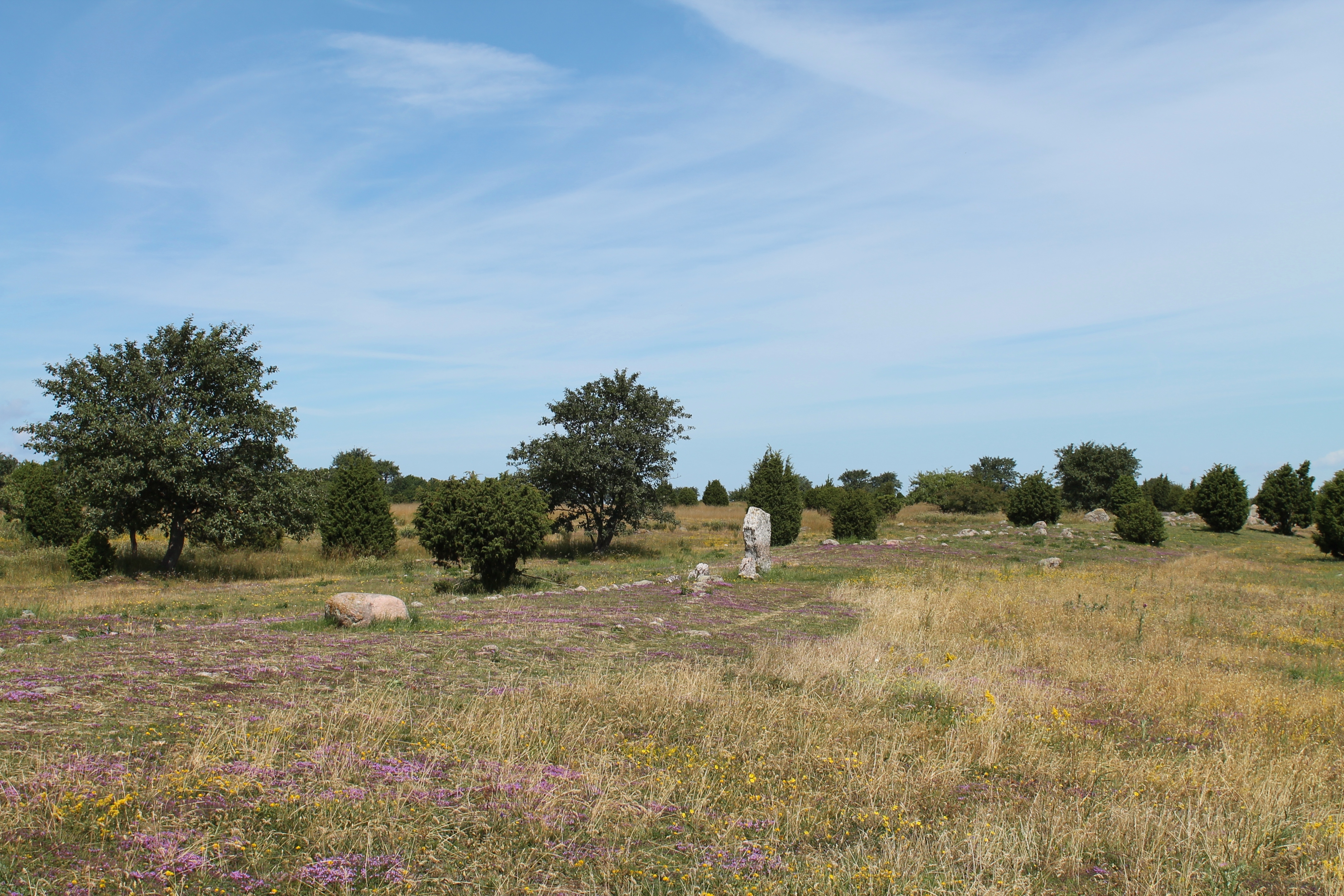
L'alvar de Karum sur l'île d'Öland (Suède).
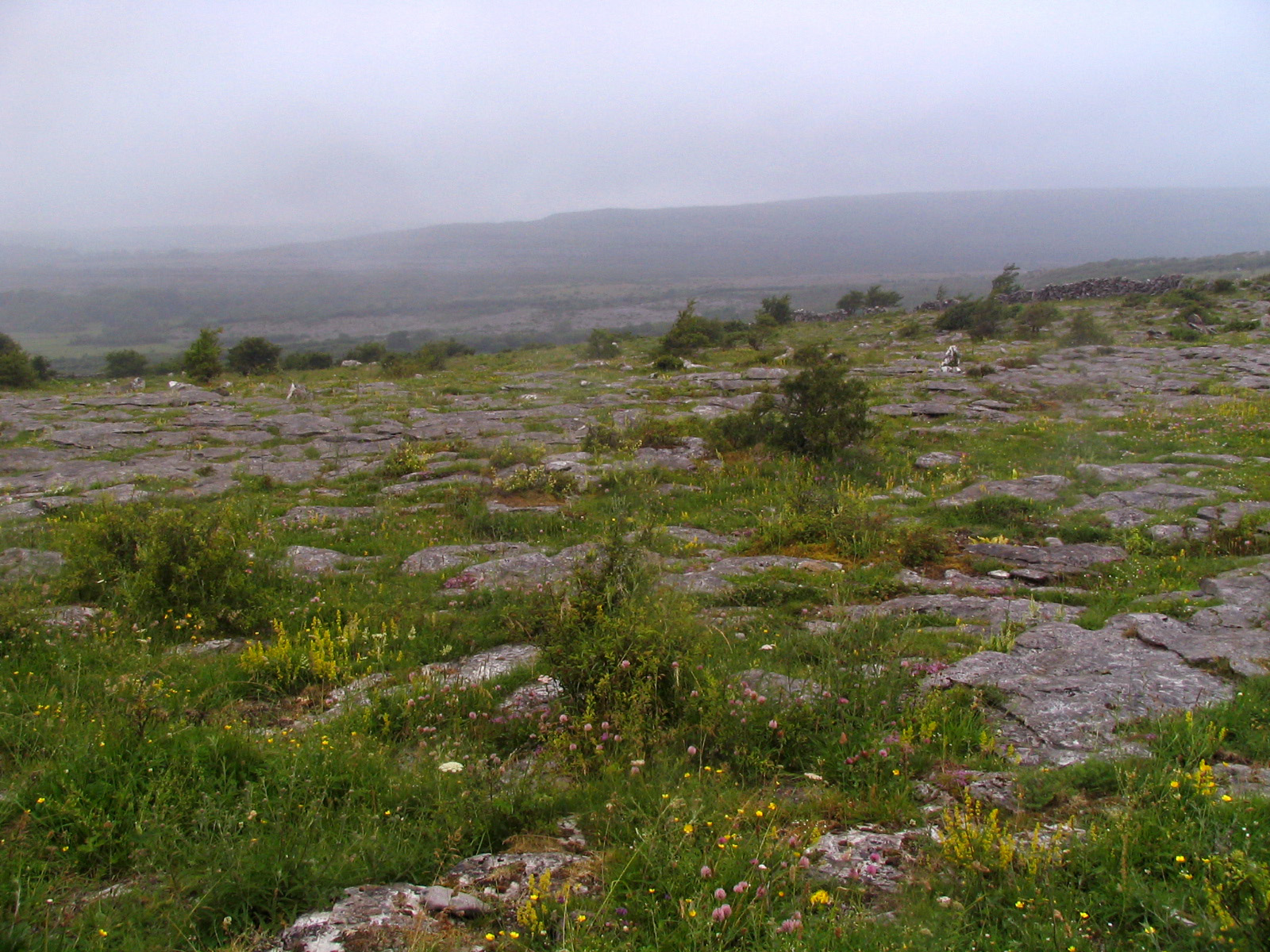
Alvar de Burren en Irlande.

## Alvars américains
- Canada
  - Parc national de la Péninsule-Bruce
  - Parc marin national Fathom Five